# 감호역
감호역(鑑湖驛)은 동해북부선을 복원하면서 새로 생긴 조선민주주의인민공화국의 역이다. 군사 부대 안에 있어 일반인들의 출입이 불가능하다.